# Солдатов, Яков Саввич
Яков Саввич Солдатов (1877—1935) — инженер-механик флота, участник Русско-японской войны в составе экипажа крейсера «Варяг», Георгиевский кавалер, генерал-майор Корпуса инженер-механиков флота, кораблестроитель, один из разработчиков, конструкторов и строитель первой советской подводной лодки типа «Декабрист».

## Биография
Яков Саввич Солдатов родился 2 (14) октября 1873 год в семье николаевского судостроителя.
В службе с 14 сентября 1896 года. В 1899 году, после окончания Морского инженерного училища Императора Николая I в Кронштадте, произведён в младшие инженер-механики и назначен на бронепалубный крейсер «Светлана». В 1900 году был командирован на завод Крампа в Филадельфию (США), где строились крейсер «Варяг» и броненосец «Ретвизан». Солдатов был включён в комиссию Морского ведомства наблюдающим за постройкой кораблей, а затем назначен трюмным механиком «Варяга». В составе экипажа крейсера помощник старшего инженер-механика Я. С. Солдатов совершил переход из Америки в Россию на Балтику, а затем на Дальний Восток.
В самом начале Русско-японской войны 1904—1905 годов крейсер «Варяг» и канонерская лодка «Кореец» находились в нейтральном корейском порту Чемульпо. 27 января (9 февраля) 1904 год они приняли неравный бой с кораблями противника. Бой длился 50 минут. За это время «Варяг» выпустил по противнику 1105 снарядов, но и сам получил 5 подводных пробоин, З1 моряк был убит, около 200 человек было ранено. Не имея возможности продолжать бой, корабль вернулся в Чемульпо. Весь экипаж крейсера проявил храбрость и самоотверженность во время боя. В своих воспоминаниях командир крейсера капитан 1 ранга В. Ф. Руднев писал: 

«Трюмный механик, помощник старшего инженер-механика Яков Солдатов выказал много храбрости при заделке пробоин, задрайке дверей, тушении пожаров и выкачивании воды из трюмов».
В Чемульпо, после оценки серьёзности повреждений «Варяга», общим собранием офицеров было принято решение об уничтожении крейсера. 27 января (9 февраля) 1904 год был составлен «Акт свидетельства командира и офицеров крейсера 1-го ранга „Варяг“», в котором было сказано: 

«Мы, нижеподписавшиеся, сим свидетельствуем, что сего числа, вернувшись после часового боя с японской эскадрой, на рейд для исправления повреждений, чтобы иметь возможность возобновить бой, пришли к заключению, что крейсер не может быть исправлен судовыми средствами настолько, чтобы возобновить бой в тот же день, а потому решили уничтожить его, так как в противном случае им мог завладеть неприятель, угрожавший в четыре часа пополудни войти на рейд и овладеть крейсером — одержать лёгкую победу».
Первая подпись в этом акте была Я. С. Солдатова, как самого младшего по чину (по традиции), он же и открыл кингстоны крейсера для его затопления. Высочайшим приказом от 23 февраля 1904 года помощник старшего инженер-механика Я. С. Солдатов был награждён орденом Святого Георгия IV степени.
В марте 1904 года Солдатов был назначен старшим механиком броненосца «Адмирал Чичагов» — учебно-машинного судна Кронштадтской машинной школы. В конце 1904 года был назначен членом комиссии по приёмке эскадренных миноносцев типа «Всадник» на судоверфи «Германия» в (Киле), (Германия). С 1905 по 1907 год штабс-капитан Корпуса корабельных инженеров Я. С. Солдатов служил на миноносце «Пылкий».
В 1907 году Солдатов окончил офицерские классы подводного плавания и направлен наблюдающим за строительством русских кораблей сначала во Францию, а после этого в Германию — принимать котельные трубы для кораблей, затем наблюдать за строительством подводных лодок типа «Карп» («Карп», «Карась», «Камбала»). Вместе с подводными лодками Солдатов вернулся в Россию и был назначен заведовать обучением офицеров и старшин в Учебном отряде подводного плавания в г. Либаве (ныне г. Лиепая, Латвия). Написал учебники по подводным лодкам и двигателям внутреннего сгорания: «Курс по устройствам подводных лодок для нижних чинов всех специальностей учебного отряда подводного плавания» и «Устройство подводных миноносцев», которые были изданы в 1913-1914 годах.
В начале Первой мировой войны, в августе 1914 года, после эвакуации учебного отряда подводного плавания из Либавы Солдатов возродил его в г. Ревель, а в 1915 году перевёл отряд в Петроград. 6 декабря 1915 года произведён в инженер-механики капитаны 1 ранга. В 1916 году назначен помощником заведующего отделом подводного плавания Главного управления кораблестроения. В 1917 году был произведён в чин инженер-механика генерал-майора и назначен старшим приёмщиком строящихся подводных лодок.
После октябрьской революции, с 1917 по 1921 год работал начальником механической части Управления подводного плавания Главного технического управления флота. С марта 1920 года по 1 октября 1922 года был особоуполномоченным Главного технического управление ВМФ — ответственным за постройку и ремонт подводных лодок АГ-25 и АГ-23 на Николаевском заводе «Руссуд». За отлично выполненное задание был награждён редкостным по тем временам подарком — двумя парами кожаных ботинок, которые оказались велики, и по возвращении в Петроград, были ему заменены хозяйственным отделом Петроградского порта по ходатайству начальника канцелярии Технического управления флота.
С 1922 года Солдатов работал начальником механико-электротехнической секции Научно-технического комитета флота. В декабре 1926 года Я. Солдатов вошёл в специальную подкомиссию Технического управления Военно-Морских Сил РККА для составления наряда промышленности на сооружение первых подводных лодок. Участвовал в разработке технических условий и предэскизных проектов, на основе которых был разработан проект первой советской подводной лодки типа «Декабрист». В конце жизни работал инженером-строителем.
Умер Яков Саввич Солдатов в 1935 году от внутримозгового кровоизлияния. Похоронен на Смоленском лютеранском кладбище Ленинграда.

## Семья
Был женат, имел двух детей.

Жена - Ольга Адольфовна Солдатова (Герцог) (1888 -1965)
- Сын - Борис Яковлевич Солдатов (род. 1907)
- Дочь - Ольга Яковлевна Кречмар (Солдатова) (1909 - 1975)
  - Внук - Арсений Васильевич Кречмар (1934 - 2023)

## Награды
Российские:
- Орден Святого Георгия 4-й степени (23 февраля 1904)
- Орден Святой Анны 2-й степени (30 июля 1915)
- Орден Святого Станислава 2-й степени (1912)
- Медаль «За бой „Варяга“ и „Корейца“» (1904)
- Медаль «В память русско-японской войны» (светло-бронзовая, 1906)
- Медаль «В память 300-летия царствования дома Романовых» (1913)
- Медаль «В память 200-летия морского сражения при Гангуте» (1915)

Иностранные:
- Офицерский крест ордена Чёрной звезды (Франция, 1902)